# Zodys
Zodys was een Amerikaanse discount warenhuisketen met vestigingen in Californië, Arizona, Nevada, New Mexico en Michigan. De keten was actief van 1960 tot 1986.

## Geschiedenis
Na een besluit van de winkelketen Hartfield's uit Los Angeles om de discount warenhuismarkt te betreden, werd op 13 juni 1960 een nieuwe keten gelanceerd onder de naam Zodys. Het eerste filiaal was in Garden Grove, in Orange County, Californië. Vanaf 1962 veranderde het moederbedrijf haar naam in Hartfield-Zodys. In 1969 waren er 19 winkels. In 1972 nam Hartfield-Zodys de Yankee Stores-keten uit Flint, Michigan over en veranderde de naam van de winkels kortstondig in Yankee-Zodys, en later in Zodys. In 1969 opende Zodys een distributiecentrum van 6,5 hectare, waar 300 mensen werkten. De winkels in Michigan waren verlieslatend en werden in 1974 verkocht toen Hartfield-Zodys uitstel van betaling aanvroeg. Een korte periode van welvaart bracht uitbreidingen naar Arizona, Nevada en New Mexico. In 1979 waren er 37 winkels.
Begin jaren tachtig ging het bedrijf opnieuw failliet en in 1984 begon het moederbedrijf, dat nu bekendstaat als HRT Industries, haar winkels te sluiten. De resterende Zodys-winkels in Californië werden in maart 1986 gesloten. Veel van de voormalige locaties werden verkocht aan Federated Stores, het moederbedrijf van de supermarktketen Ralphs, terwijl andere locaties werden gekocht door HomeClub, een keten van doe-het-zelfwinkels. 